# Сара Маклейн
Сара Маклейн (на английски: Sarah MacLean) е американска писателка на бестселъри в жанра любовен роман.

## Биография и творчество
Сара Маклейн е родена на 17 декември 1978 г. в Линкълн, Роуд Айлънд, САЩ, в семейство на баща италианец и майка англичанка. Докато учи чете много романтична литература. Завършва през 2000 г. колежа „Смит“ с бакалавърска степен по американска история. След колежа се премества в Ню Йорк, където работи като литературен публицист. Едновременно завършва Харвардския университет с магистърска степен по културна антропология. Нейна приятелка я насърчава да опита да пише романи за тийнейджъри.
През 2009 г. е издаден романът ѝ за юноши „Сезонът“. Книгата е оценена от критиката и е удостоена с наградата на Асоциацията на тексаските библиотеки.
През 2010 г. е издаден първият ѝ исторически любовен роман „Да съблазниш негодник“ от поредицата „Любов по номера“. Книгата става бестселър и получава награда за отлично постижение от списание „Romantic Times“.
През 2012 г. е издаден любовният ѝ роман „Негодник по неволя“ от поредицата „Правилата на мръсниците“. Съвършената и благопристойна лейди Пенелопи Марбъри се омъжва за маркиз Маркус де Бърн, съдружник в един от най-бляскавите игрални клубове в Лондон. Той е принц на незаконния подземен свят и не желае да я въвлича в него, но лейди Марбъри копнее по нещо повече от спокойния и уютен семеен живот. Книгата става бестселър и е удостоена с престижната награда РИТА за исторически любовен роман. Третият роман от поредицата „No Good Duke Goes Unpunished“ също получава награда РИТА.
Произведения ѝ често са в списъците на бестселърите. Те са преведени на над 20 езика по света.
Писателката се счита за феминистка и говори широко за пресечната точка на феминизма и романтичния жанр. Тя е месечен колумнист във „Вашингтон Поуст“ представяйки най-доброто от романтичната литература.
Сара Маклейн живее със семейството си в Ню Йорк.

## Произведения

### Самостоятелни романи
- The Season (2009) – награда на Тексаските библиотеки

### Серия „Любов по номера“ (Love by Numbers)
1. Nine Rules to Break When Romancing a Rake (2010) – награда на сп. „Romantic Times“
Да съблазниш негодник, изд.: ИК „Ибис“, София (2020), прев. Диана Кутева
2. Ten Ways to Be Adored When Landing a Lord (2010)
Да покориш лорд, изд.: ИК „Ибис“, София (2020), прев. Диана Кутева
3. Eleven Scandals to Start to Win a Duke's Heart (2011)
Да завоюваш херцог, изд.: ИК „Ибис“, София (2020), прев. Диана Кутева

### Серия „Правилата на мръсниците“ (Rules of Scoundrels)
1. A Rogue By Any Other Name (2012) – награда РИТА
Негодник по неволя, изд.: ИК „Ибис“, София (2015), прев. Юлиана Петрова
2. One Good Earl Deserves a Lover (2012)
Розата на любовта, изд.: ИК „Ибис“, София (2018), прев. Силвия Желева
3. No Good Duke Goes Unpunished (2013) – награда РИТА
Греховно предложение, изд.: ИК „Ибис“, София (2019), прев. Диана Кутева
4. Never Judge A Lady By Her Cover (2014)
Маската на любовта, изд.: ИК „Ибис“, София (2019), прев. Диана Кутева

### Серия „Скандал и глупак“ (Scandal & Scoundrel)
1. The Rogue Not Taken (2015)
2. A Scot in the Dark (2016)
3. The Day of the Duchess (2017)

### Серия „Копелетата Барки“ (Bareknuckle Bastards)
1. Wicked and the Wallflower (2018)
Опасна сделка,  изд.: ИК „Ибис“, София (2024), прев. Захарина Тенева
2. Brazen and the Beast (2019)  Опасно желание ,изд.: ИК " Ибис" (2024)
3. Daring and the Duke (2020)